# بد بد (بربرود الشرقي)
بد بد (بالفارسية: بادباد) هي منطقة سكنية تقع في إيران في قسم بربرود الشرقي الریفي. يقدر عدد سكانها بـ 269 نسمة بحسب إحصاء 2016.